# اونوره-ژان-اریستید هوسون
اونوره-ژان-اریستید هوسون (انگلیسی: Honoré-Jean-Aristide Husson; ۱ ژوئیهٔ ۱۸۰۳ – ۳۰ ژوئیهٔ ۱۸۶۴) مجسمه‌ساز اهل فرانسه بود.
وی همچنین برندهٔ جوایزی همچون جایزه بزرگ رم شده‌است.